# Ronny Bayer
Ronny Philomena Bayer (Anversa, 17 febbraio 1966) è un ex cestista e allenatore di pallacanestro belga.

## Carriera
Con il Belgio ha disputato i Campionati europei del 1993.

## Palmarès

### Giocatore
- Campionato belga: 4

Raching Mechelen: 1986-87, 1988-89, 1989-90
Ostenda: 1994-95
- Coppa del Belgio: 6

Raching Mechelen: 1986, 1987, 1990
Ostenda: 1991, 1997, 1998